# 国際医療福祉大学市川病院
国際医療福祉大学市川病院（こくさいいりょうふくしだいがくいちかわびょういん）は、学校法人国際医療福祉大学が千葉県市川市に設置する病院。
2017年（平成29年）9月1日に化学療法研究所附属病院（化研病院）を継承し開院。
化学療法研究所時代より現在まで、結核の隔離治療を引き続きおこなっている。
化学療法研究所での結核治療研究の功績が認められ、1938年（昭和13年）、宮内省（当時）から青山御所内の英照皇太后御座所（御中殿）下賜され、原型のまま復原し「恩賜館」と名付けて保存している。
1939年（昭和19年）、化学療法研究所附属病院開院。

## 診療科
- 内科
- 呼吸器内科
- 循環器内科
- 消化器内科
- 糖尿病・代謝内科
- 内分泌内科
- 外科
- 呼吸器外科
- 消化器外科
- 乳腺外科
- 整形外科
- 脳神経外科
- アレルギー科
- リウマチ科
- 皮膚科
- 泌尿器科
- リハビリテーション科
- 病理診断科
- 麻酔科
- 循環器外科
- 人工透析（外科）
- 脳神経内科
- 腎臓内科
- 老年内科

## 医療機関の指定・認定
- 保険医療機関[1]
- 労災保険指定医療機関[1]
- 指定自立支援医療機関（更生医療）[1]
- 身体障害者福祉法指定医の配置されている医療機関[1]
- 生活保護法指定医療機関[1]
- 結核指定医療機関[1]
- 難病の患者に対する医療等に関する法律に基づく指定医療機関[1]
- 原子爆弾被害者一般疾病医療機関[1]
- 第二種感染症指定医療機関[1][2]
- 公害医療機関[1]
- 臨床研修病院[1]
- 新型コロナウイルス感染症重点医療機関（確保病床数最大18床 2022年4月現在）[3]
- 救急告示病院[4]
- このほか、各種法令による指定・認定病院であるとともに、各学会の認定施設でもある。

## 交通アクセス
- 北総鉄道北総線「矢切駅」より徒歩3分[5]